# Sarcophaga sororia
Sarcophaga sororia är en tvåvingeart som beskrevs av Povolny 2004. Sarcophaga sororia ingår i släktet Sarcophaga och familjen köttflugor. Inga underarter finns listade i Catalogue of Life.